# Озарянівка
Озарянівка (до 18 лютого 2016 — Пе́рше Тра́вня) — селище Торецької міської громади Бахмутського району Донецької області, Україна. Населення становить 413 осіб. Відстань до Торецька становить близько 14 км і проходить автошляхом місцевого значення.

## Історія

### Російсько-українська війна
В ході боїв за Бахмут російські загарбники облаштували на околицях села опорний пункт, який 16 грудня був розбитий українською артилерією. Загарбники втратили щонайменше 18 чоловік вбитими. Імовірно, розбити російську позицію вдалось завдяки застосуванню касетних боєприпасів M971 для 120-мм мінометів.

## Населення
За даними перепису 2001 року населення селища становило 413 осіб, із них 36,56 % зазначили рідною мову українську, 62,95 % — російську.